# 镇安府
镇安府，明朝时设置的府。

镇安府在广西省的位置（1820年）

洪武二年（1369年）改镇安路为府，治所在今广西壮族自治区德保县。辖境相当今德保、靖西、那坡等县地。清朝初年，为土府，康熙二年（1663年）改设流官通判，雍正七年（1729年）又升为府，乾隆三年（1738年）置天保县（今德保县）为府治，辖境相当今广西壮族自治区那坡、德保、靖西等县地和田东、天等、田阳三县部分地区。光绪年间又缩小。1913年废。

## 延伸阅读
[在维基数据编辑]
 《欽定古今圖書集成·方輿彙編·職方典·鎮安府部》，出自陈梦雷《古今圖書集成》